# Dème de Panagía (Chalcidique)
Le dème de Panagía, en grec moderne : Δήμος Παναγίας / Dímos Panagías, est un ancien dème du district régional de Chalcidique, en Macédoine-Centrale, Grèce. En 2010, il est fusionné au sein du dème d'Aristotélis.
Selon le recensement de 2011, la population du dème compte 3 526 habitants.